# ۲۷۴ (میلادی)
۲۷۴ (میلادی) دویست و هفتاد و چهارمین سال تقویم میلادی است.

## درگذشتگان
‎